# Robert J. O'Neill
Robert J. O'Neill (Butte, 10 de abril de 1976) é um ex-Navy SEAL da Marinha dos Estados Unidos (1996–2012), colaborador de noticiários televisivos e autor. Após participar da Operação Lança de Netuno em maio de 2011 com a SEAL Team Six, O'Neill se tornou alvo de controvérsia por afirmar ser o único responsável por matar Osama bin Laden.

## Vida pessoal
Nascido em Butte, em 10 de abril de 1976, Robert J. O'Neill é filho de Tom O'Neill, Jim Johnson e Diane Johnson. Formou-se na Butte Central High School em 1994 e frequentou a Universidade Tecnológica de Montana. O'Neill casou-se em março de 2004, e tem pelo menos dois filhos; ele e sua esposa estavam legalmente separados até fevereiro de 2013.

## Marinha dos Estados Unidos
O'Neill contou à revista Esquire que entrou em um escritório de recrutamento da Marinha dos Estados Unidos após o fim de um relacionamento. Após demonstrar interesse em se tornar um atirador de elite, ele se alistou em 29 de janeiro de 1996, e ingressou nos Navy SEALs dos Estados Unidos ainda naquele ano. O'Neill iniciou o treinamento básico de demolição subaquática/SEAL (BUD/S) na Base Anfíbia Naval de Coronado e se formou na turma 208 do BUD/S.
Em 2013, O'Neill disse ao The Montana Standard que ajudou a resgatar o SEAL Marcus Luttrell no Afeganistão e que foi o "paraquedista principal" da SEAL Team Six no resgate de Richard Phillips durante o sequestro do Maersk Alabama; essas missões serviram de base para os filmes O Grande Herói e Capitão Phillips, respectivamente. No entanto, o ex-comandante da SEAL Team Six afirmou em 2014 que O'Neill não teve um "papel singular" em nenhuma das duas missões, acrescentando que "o papel específico de O’Neill em qualquer uma dessas missões é irrelevante, pois tudo o que fazemos é em equipe."
Durante seu tempo na Marinha, O'Neill recebeu duas Estrelas de Prata, quatro Estrelas de Bronze, uma Medalha de Comenda do Serviço Conjunto (com símbolo "V"), três Citações Presidenciais de Unidade, e duas Medalhas de Comenda da Marinha e Corpo de Fuzileiros Navais (com símbolo "V"). Serviu nas Equipes SEAL Dois (1996–2001), Quatro (2001–2004) e Seis (2004–2012), e atingiu a patente de suboficial-chefe sênior. Ao ser dispensado da Marinha em 24 de agosto de 2012 (após 16.6 anos), O'Neill ainda estava designado para a SEAL Team Six em Virginia Beach, e acumulava seis meses e 15 dias de serviço embarcado. Ele afirmou em 2014 que deixou o serviço militar porque já não sentia "adrenalina quando há tiroteio, e sabia que isso poderia levar à complacência, pois se eu não tenho medo, posso acabar fazendo algo estúpido achando que não posso me ferir". O'Neill estimou que, com a Marinha e os SEALs, ganhava anualmente cerca de US$60 000 ($79 629 em 2025).

### Morte de Osama bin Laden
Em uma entrevista anônima concedida à revista Esquire em fevereiro de 2013, O'Neill afirmou ter matado Osama bin Laden durante a Operação Lança de Netuno em maio de 2011. No final de 2014, antes das reportagens da Fox News e do The Washington Post sobre o mesmo assunto, o nome de O'Neill foi revelado por outros ex-membros das forças especiais que protestavam contra a violação de um "código de silêncio" que proíbe a autopromoção por ações militares. O'Neill afirmou que ele e outro membro não identificado da SEAL Team Six encurralaram bin Laden e que, após o outro SEAL atirar e errar, ele o matou com tiros na cabeça.
O também SEAL Matt Bissonnette afirma em No Easy Day que o batedor da equipe foi quem realmente efetuou os disparos letais. Segundo entrevista do The Intercept com um ex-integrante da SEAL Team Six, quando O'Neill chegou até bin Laden, o terrorista já "sangrava no chão, possivelmente já morto, após levar tiros no peito e na perna do invasor principal". Outro SEAL relatou que O'Neill apenas se aproximou do líder da al-Qaeda já imobilizado e atirou duas vezes em sua cabeça. O Intercept afirmou que os relatos de O'Neill e Bissonnette "contêm várias falsidades convenientes e autocentradas".
Até agosto de 2020, o governo federal dos Estados Unidos ainda não havia confirmado nem negado as alegações de O'Neill, embora o contra-almirante Brian L. Losey e o suboficial-mor de força Michael Magaraci tenham encorajado todos os SEALs a respeitarem o código de silêncio, dizendo: "No coração do Comando Naval de Operações Especiais da Marinha dos Estados Unidos está o ethos SEAL [...] Um princípio fundamental de nosso ethos é: 'Não divulgo a natureza do meu trabalho, nem busco reconhecimento por minhas ações.' Nosso ethos é um compromisso e obrigação para a vida toda, tanto dentro quanto fora do serviço. Quem viola esse ethos não é um companheiro digno, nem representa a Guerra Especial Naval."
Sobre sua decisão de reivindicar a morte de bin Laden, O'Neill disse à CBS News: "Acho que é um segredo difícil de guardar, [...] Todos estavam orgulhosos. Acho que ficou claro que tínhamos feito isso." Em 2015, O'Neill e sua família teriam sido ameaçados pelo Estado Islâmico do Iraque e do Levante.
Em 14 de outubro de 2020, o presidente dos Estados Unidos Donald Trump retuitou uma teoria da conspiração infundada que sugeria que bin Laden ainda estaria vivo e que um sósia foi morto em seu lugar. O'Neill, que era apoiador de Trump, respondeu com uma série de tuítes, incluindo: "Não era um sósia. Obrigado, Sr. Presidente." No mesmo mês, a CNN publicou uma entrevista com o almirante aposentado William H. McRaven, que comandou a Operação Lança de Netuno, na qual ele se referiu especificamente a Rob O'Neill como "o SEAL que, de fato, atirou em bin Laden". 2024, o governo federal ainda não havia confirmado a versão de O'Neill.

### Após a separação
Em 20 de agosto de 2020, durante a pandemia de COVID-19 nos Estados Unidos, O'Neill publicou uma selfie em sua conta no Twitter, sentado em um avião da Delta Air Lines sem máscara facial, com a legenda "Não sou um maricas", seguida de outro tuíte dizendo: "Graças a Deus não era a @Delta que nos levou quando matamos bin Laden... não estávamos usando máscaras". Ele afirmou depois ter sido banido pela Delta.
Em maio de 2023, O'Neill voltou a criticar a Marinha no Twitter, dizendo "Não posso acreditar que lutei por essa merda", ao comentar sobre a suposta falta de preparo da instituição para enfrentar a China por ter tido um marinheiro da ativa e drag performer, Joshua Kelley, como "embaixador digital" em 2022.

## Vida civil
Após deixar a Marinha dos EUA, O'Neill passou a atuar como palestrante motivacional. Em 2015, tornou-se colaborador do canal de notícias a cabo Fox News, mas já havia deixado a emissora em agosto de 2021, aparecendo em outubro daquele ano na concorrente Newsmax TV. O'Neill também publicou dois livros:
- The Operator. [S.l.]: Simon & Schuster. 2017. ISBN 9781501145032[22]

- Com Meyer, Dakota (1 de março de 2022). The Way Forward. [S.l.]: HarperCollins[23]

Fã do Washington Redskins, O'Neill teve a oportunidade de conhecer o time uma semana após a divulgação pública de sua alegação de ter matado bin Laden em 2014.
Em 2016, foi acusado no estado de Montana por conduzir sob efeito de álcool ou drogas, mas os promotores retiraram as acusações.
Em 23 de agosto de 2023, foi preso em Frisco, Texas, sob acusação de contravenção de Classe A por agressão com lesão corporal e contravenção de Classe C por embriaguez em local público, após supostamente agredir um segurança de hotel. Foi detido no presídio do Condado de Collin, e liberado mediante pagamento de fiança no valor de US$3 500 ($3 500 em 2025). Em agosto de 2024, O'Neill processou o segurança — Johnny Loomis — por difamação, alegando que as acusações de 2023 eram fabricadas; também moveu ação contra a Omni Hotels & Resorts por negligência, dizendo que a empresa contratou um funcionário "sem qualificações adequadas".
Em dezembro de 2023, O'Neill possuía uma pequena participação na Armed Forces Brewing Company, localizada em Norfolk, Virgínia, e atuava como seu embaixador da marca. Seus comentários anteriores sobre Joshua Kelley, bem como os problemas legais em Frisco, motivaram resistência pública à instalação de uma cervejaria da empresa a poucos quilômetros da Base Naval de Norfolk; a comissão de planejamento e zoneamento votou por quatro votos a dois contra a recomendação do alvará da cervejaria. A empresa removeu O'Neill do cargo de diretor de serviços militares e "reduziu sua exposição pública".
Em 4 de novembro de 2024, O'Neill foi criticado nas redes sociais por uma resposta de conotação sexual a um tuíte que divulgava o voto de cinco rapazes em Kamala Harris na Eleição presidencial nos Estados Unidos em 2024. Ao tuíte original, que dizia "homens de verdade apoiam Harris", O'Neill respondeu: "Vocês não são homens. São garotos. Se não existisse rede social, vocês seriam minhas concubinas". Em seguida, complementou: "Esses 'machos' liberais e maricas nunca vão defender vocês. Eu defendo... eles não."